# S-표현식
S-표현식, S-expression 또는 sexp라는 용어는 (S는 Symbolic을 의미) 구조적인 데이터를 사람이 읽을 수 있는 텍스트 형태로 나타내는 방법을 가리킨다. S-표현식은 대체로 리스프 어족의 프로그래밍 언어에서 사용되는 것으로 잘 알려져 있다. 또한 리스프에서 파생된 언어인 DSSSL, IMAP와 같은 통신 프로토콜에서의 마크업, 그리고 존 매카시의 CBCL에서도 S-표현식이 사용되고 있다. 상세한 문법과 제공되는 자료형은 언어들에 따라서 다르지만 가장 일반적인 특징은 괄호로 둘러싸인 prefix 표기법이다 (폴란드 표기법이라고도 부름).
S-표현식은 리스프에서 코드와 데이터 모두를 표현하는 데 사용된다(리스프 참조). S-표현식은 M-표현식으로 다루어지던 데이터를 위한 것이었지만 최초의 리스프 구현은 S-표현식으로 인코딩된 M-표현식의 인터프리터였고 리스프 프로그래머들은 곧 코드와 데이터 양쪽에서 S-표현식을 사용하는 것에 익숙해졌다.
S-표현식은 수, 또는 특별한 아톰 nil와 t를 포함하는 리스프 아톰, 또는 (x . y)로 쓰는 cons 쌍과 같은 단일 객체가 될 수 있다. 더 긴 리스트는 중첩된 cons 쌍으로 만들어진다. 예를 들어 (1 . (2 . (3 . nil)))는 (1 2 3)로 편리하게 표시한다.
프로그램 코드는 prefix 표기법을 이용해서 S-표현식으로 나타낼 수 있다. 리스프 프로그램을 작성하기 위해 흔히 사용하는 syntactic sugar로 (quote x)를 'x로 축약해 나타내는 것이 있다.

## 예제
다음은 계승 (수학)(factorial)을 구하는 코드이다.

### 커먼 리스프
```
 
(
defun
 
factorial
 
(
x
)

    
(
if
 
(
zerop
 
x
)
 
1

        
(
*
 
x
 
(
factorial
 
(
-
 
x
 
1
)))))

```

### 스킴
```
 
(
define
 
(
factorial
 
x
)

     
(
if
 
(
zero?
 
x
)
 
1

         
(
*
 
x
 
(
factorial
 
(
-
 
x
 
1
)))))

```

## 표준화
1997년 5월, Ron Rivest는 RFC로 출판하기 위해 인터넷-드래프트를 제출하였다. 그 드래프트 문서는 리스프 S-표현식에 기초해서 문법을 정의하긴 했지만 특정 프로그래밍을 위해서가 아닌 일반적인 목적의 데이터 저장과 교환을 위한 의도로 작성되었다. 그 문서는 RFC로 인정받지는 못했지만 다른 RFC 문서들과 몇몇 다른 문서들이 참조하거나 인용하였다.
Rivest의 형식은 S-표현식을 octet-문자열 (바이트의 나열) 또는 다른 S-표현식의 유한한 리스트로 정의한다. 이 구조를 표현하는 세 가지 교환 형식은 다음과 같다. 첫 번째는 "향상된 전달(advanced transport)"로 형식이 매우 유연하며 리스프에서의 표현식과 문법적으로 유사하지만 완전히 동일하지는 않다. 예를 들어, "향상된 전달"에서는 octet-문자열을 verbatim (문자열의 길이 뒤에 콜론이 나오고 그 뒤에 원래의 문자열 전체가 나오는 형식의 문자열), escape 문자들을 허용하는 따옴표로 둘러싸인 형식, 십육진법, 또는 베이스64로 나타내거나 특정한 조건을 만족하는 "토큰"으로 바로 나타낼 수 있다. (Rivest의 토큰은 편리성을 위해 만들어졌고 다른 문자열들과 정확히 같게 취급되지만 리스프의 토큰은 명확한 문법적인 의미를 가지고 있다는 점에서 다르다.) 두 번째 교환형식 "정규 표현(canonical representation)"은 더 간결하고 분석하기 쉬우며 모든 추상 S-표현식에 대해서 유일하게 표현할 의도로 만들어졌다. 이 형식은 오직 verbatim 문자열만을 허용하고 문자열 바깥에서 whitespace를 사용하는 것을 금지한다. 마지막으로 "기본 전달 표현(basic transport representation)"은 정규 표현이거나 정규 표현을 베이스64로 인코딩하고 대괄호로 둘러싼 것이다. 후자는 정규적으로 인코딩된 S-표현식을 문자열 간격을 바꾸는 시스템 (예를 들어, 이메일 시스템은 80 글자를 넘는 줄은 줄바꿈을 한다)에서 안전하게 전달하기 위한 것이다.
이 형식은 SPKI 이외에는 널리 받아들여지지 못했다. Rivest의 S-expressions 웹페이지 보관됨 2008-08-21 - 웨이백 머신에서 C로 짜여진 파서와 생성기 소스 코드를 제공한다. 이 파서와 생성기는 비록 저작권이 불분명하지만 이론적으로 다른 시스템에 적용될 수 있다. 하지만 이 형식을 독립적으로 구현하는 데는 제약이 없다.

## 같이 보기
- 리스프(LISP)
- M-expression
- car and cdr
- cons